# Novela de terror

Mary Shelley, autora de Frankenstein.

La novela de terror es un subgénero dentro de la novela, que es a su vez un ave de la épica o narrativa. Su principal característica y rasgo distintivo es el cultivo del miedo y sus emociones asociadas como principal objetivo literario. La novela de terror es uno de formatos  en los que se presenta actualmente la nueva literatura de terror gótico, parcialmente en detrimento del clásico cuento de terror.

## Características generales de las novelas de terror
La novela de terror, representada muy a menudo por la clásica narrativa de horror natural de procedencia anglosajona, cultiva temas, personajes y escenarios propios, casi siempre figuras sobrenaturales, como las propias del mundo de lo paranormal, o de distintas mitologías (el vampiro, el hombre lobo, el monstruo natural, también el ser mitológico maligno, el fantasma, el demonio, el zombi, las brujas...). Pero el terror se nutre también, especialmente a partir de mediados del siglo XX, de elementos de la narrativa de ciencia ficción o de la novela fantástica. En las obras más modernas, pues, se amplían los registros: los extraterrestres, la amenaza nuclear, la manipulación genética, e incluso los riesgos de la contaminación ambiental. De hecho, es frecuente que la fantasía, la ciencia ficción y el terror sean tratadas en conjunto, dentro de lo que se considera ficción especulativa, en el contexto de la literatura de género.   
En general, el público se siente atraído hacia este tipo de literatura por los característicos estímulos emocionales, insólitos, intensos y extraños que insufla en la rutina diaria. En el plano fisiológico este tipo de obras proporciona un aceleramiento cardíaco y respiratorio que por lo común termina en un desahogo final.
Históricamente, el resorte del miedo en la novela de terror se dispara a partir de la irrupción de un elemento maligno sobrenatural en la rutina diaria de uno o varios personajes ordinarios, si bien en la actualidad las últimas tendencias del género han ido imponiendo poco a poco esquemas eclécticos mucho menos conservadores.